# Jungfru Marie kröning (Rafael)
Jungfru Marie kröning (italienska: Incoronazione della Vergine) är en temperamålning av den italienske renässanskonstnären Rafael som dateras till 1502–1504. Den utgör huvudmålningen i det så kallade Oddialtaret (Pala degli Oddi) som sedan 1815 ingår i samlingarna på Vatikanmuseerna i Rom. 
Målningen är ett tidigt verk av Rafael och tillkom när han arbetade som lärling hos Perugino i Perugia. Bilden visar på tydliga influenser från sin läromästare. Målningen är tudelad och på den övre bilden skildras hur Jesus kröner Jungfru Maria ("Himladrottningen") omgiven av ett antal musicerande änglar. I den undre bilden syns de tolv lärjungarna som samlats runt Jungfruns tomma gravtumba där blommor börjat växa efter hennes himmelsfärd. Centralt bland lärjungarna står Tomas som håller Jungfruns gördel i händerna. 
Den var från början en altartavla beställd av Leandra Baglioni, änka efter Simone degli Oddi, till det så kallade Oddi-altaret i kyrkan San Francesco al Prato i Perugia. I samma kyrka var även Rafaels Kristi gravläggning utställd (nu i Galleria Borghese). Jungfru Marie kröning fanns kvar i Perugia till 1797 då den under Napoleonkrigen konfiskerades av franska trupper och fördes till Louvren i Paris. När den återlämnades efter krigsslutet 1815 lät påve Pius VII placera den i Vatikanmuseerna i Rom. 

## Predella
Jungfru Marie kröning utgjorde huvudmålningen i en altaruppställning i Oddialtaret som också innefattade en predella som återger tre scener ur Jungfrun Marie liv. Predellan (39 × 190 cm) består av tre 27 x 50 cm stora bilder med motiven Bebådelsen, Konungarnas tillbedjan och Jesu frambärande i templet.
|            |                        |                            |
| Bebådelsen | Konungarnas tillbedjan | Jesu frambärande i templet |